# Ervin
Ervin je moško osebno ime.

## Izvor imena
Ime Ervin izhaja iz nemškega imena Erwin, ki ga razlagajo kot zloženo iz starovisokonemških besed ēta v pomenu »čast« in wini v pomenu »prijatelj«.

## Različice imena
- moške različice imena: Ermin, Erminij, Erminio, Erwin, Hermin, Herminij
- ženski različici imena: Ermina, Ervina

## Tujejezikovna raba imena
- pri Madžarih: Ervin
- pri Nemcih: Erwin
- pri Poljakih: Erwin
- pri Slovakih: Ervín
- pri Švedih: Erwin

## Pogostost imena
Po podatkih Statističnega urada Republike Slovenije je bilo na dan 31. decembra 2007 v Sloveniji število moških oseb z imenom Ervin: 961. Med vsemi moškimi imeni pa je ime Ervin po pogostosti uporabe uvrščeno na 167. mesto.

## Osebni praznik
V koledarju je ime Ermin zapisano: 6. januarja (Ermin, opat, † 6. januarja 1121) in  25. aprila (Ermin, škof in mučenec, † 25. aprila 737).